# Hugo Zukal
Hugo Zukal (ur. 1845 w Opawie, zm. 1900 w Wiedniu) – austriacki mykolog i lichenolog.

## Życiorys i praca naukowa
Urodził się w Troppau (obecnie Opawa w Czechach). W 1859 r. ukończył tam szkołę średnią, po której do 1864 r. był zatrudniony jako botanik. W latach 1864–1872 służył w armii cesarsko-królewskiej, później uczęszczał do kolegium nauczycielskiego w Trautenau (obecnie Trutnov) i został nauczycielem we Freudental i w Wiedniu. W 1898 roku został profesorem fitopatologii na Uniwersytecie Zasobów Naturalnych i Nauk Przyrodniczych w Wiedniu.
Zajmował się badaniem grzybów i porostów. Jest autorem ksiązżek i prac naukowych. W publikacji z 1895 r. wprowadził termin strzępki palisadowe w odniesieniu do mikroskopijnego układu strzępek grzybowych występujących w korze porostu z rodzaju Roccella.
W naukowych nazwach utworzonych przez niego taksonów dodawane jest jego nazwisko Zukal. Uczczono go, jego nazwiskiem nazywając niektóre rodzaje i gatunki grzybów: Zukalia, Zukalina, Ascophanus zukalii, Cryptocoryne zukalii, Gleopeziza zukalii, Humaria zukalii, Leucoloma zukalii, Penicillium zukalii, Thelebolus zukalii.